# Stämlagstjärnen
Stämlagstjärnen är en sjö i Åsele kommun i Lappland och ingår i Ångermanälvens huvudavrinningsområde. Sjön har en area på 0,227 kvadratkilometer och ligger 305 meter över havet.

## Delavrinningsområde
Stämlagstjärnen ingår i det delavrinningsområde (710782-156352) som SMHI kallar för Rinner till Hällbymagasinet. Medelhöjden är 342 meter över havet och ytan är 10,26 kvadratkilometer. Det finns inga avrinningsområden uppströms utan avrinningsområdet är högsta punkten. Avrinningsområdets utflöde Ångermanälven mynnar i havet. Avrinningsområdet består mestadels av skog (71 procent) och sankmarker (12 procent). Avrinningsområdet har 0,29 kvadratkilometer vattenytor vilket ger det en sjöprocent på 2,9 procent.